# Flora Danica

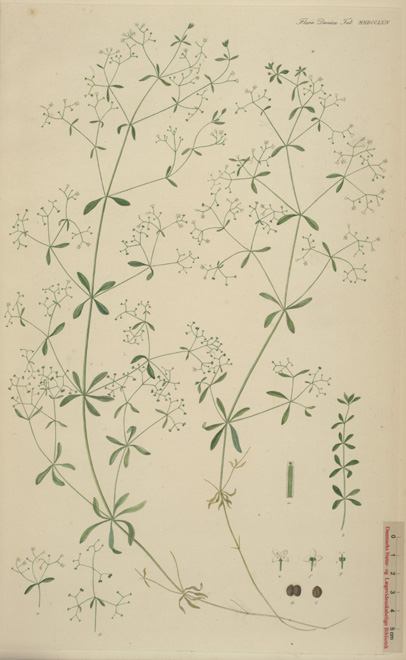
Przytulia błotna na karcie z Flora Danica

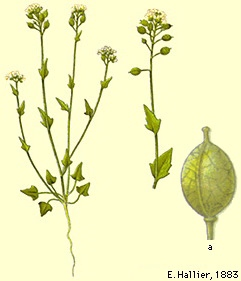
Warzucha duńska na karcie z Flora Danica

Flora Danica – atlas botaniczny, którego kolejne części publikowane były przez 122 lata od 1761 do 1883. W publikacji znalazło się 3240 rycin przedstawiających wszystkie znane wówczas gatunki roślin naczyniowych z terenu ówczesnego Królestwa Danii (w tym czasie pod władzą króla duńskiego znajdowały się również: Norwegia, tereny północnych Niemiec, Grenlandia, Islandia i Wyspy Owcze), dodatkowo także przedstawione zostały wybrane gatunki grzybów i mszaków. Ze względu na zakres i sposób wykonania Flora Danica uważana jest za jedno z najlepszych wydawnictw poświęconych florom krajowym, jakie kiedykolwiek powstało. Pod podobnym tytułem (Flora Danica. Det er: Dansk Urtebog) ukazało się w 1648 dzieło duńskiego lekarza i botanika Simona Paulli, opisywało ono rośliny lecznicze stosowane w Danii.

## Historia powstania
Inicjatorem stworzenia i pierwszym redaktorem Flora Danica był Georg Christian Oeder – pochodzący z Bawarii doktor botaniki. 26-letni Oeder sprowadzony został do Kopenhagi w 1752 w celu objęcia posady profesora na Uniwersytecie Kopenhaskim. Z powodu opozycji środowisk akademickich to się nie udało i został z królewskiego nadania profesorem i kierownikiem w znacznej części niezależnego Królewskiego Instytutu Botanicznego, m.in. z zadaniem stworzenia Ogrodu Botanicznego w Kopenhadze. Po rozpoczęciu prac nad ogrodem w 1752, w kolejnym roku Oeder zaplanował powstanie atlasu flory duńskiej. Na realizację dzieła dostał środki ze skarbca królewskiego. W latach 1754–1755 Oeder został wysłany w podróż po Europie w celu zapoznania się z tamtejszymi instytucjami botanicznymi i znalezienia artystów do wykonania atlasu. Do wykonania miedziorytów zatrudnił grawera z Norymbergi – Michaela Rösslera, później pracującego wraz z synem – Martinem. W miarę upływu lat do wykonywania rycin angażowani byli inni rzemieślnicy.
Celem opracowywania tej monografii z założenia była popularyzacja botaniki oraz poszerzenie wiedzy o znaczeniu i sposobach korzystania z leczniczych właściwości roślin. Niezwykły był dobór roślin do atlasu – twórcy mieli zilustrować wszystkie rośliny dziko rosnące, uważane wcześniej w znacznej części za niegodne zainteresowania – ich praca miała dotyczyć: „...wszystkich roślin, które z natury i bez pomocy człowieka rosną dziko w obu królestwach Jego Królewskiej Mości...”.
Założenia Flora Danica były jak na ówczesne czasy bardzo ambitne – atlas miał się przedstawiać rośliny w formie szczegółowych rycin i opisów. Rośliny na rycinach miały być w miarę możliwości naturalnych wielkości. Tylko okazałe rośliny miały być pomniejszone, jednak i w takim przypadku zachowywano proporcję 1:1 w przypadku szczegółów. Planowano dużą staranność w odwzorowaniu szczegółów charakterystycznych dla poszczególnych gatunków, przedstawiając niektóre detale na podstawie powiększeń obserwowanych za pomocą lupy. Przyjęto też założenie, by na pojedynczych kartach przedstawiać pojedyncze gatunki. Ułatwić to miało sortowanie ilustracji w układzie systematycznym po zgromadzeniu dostatecznej ilości danych. Na każdej płytce miała się znaleźć również nazwa rośliny i miejsce jej znalezienia. Część tekstowa miała zawierać szereg informacji o danej roślinie, np. jej przynależność gatunkową, charakterystykę, właściwości lecznicze, wykorzystanie, zagrożenia, rozmieszczenie i siedliska występowania. Zgodnie z planem Oedera przedstawionym we wstępie do pierwszego zeszytu zakładano wydanie dzieła w 60 częściach. 
Po sporach o ostateczną formę zawartości pierwsza część Flora Danica ukazała się w maju 1761. Księga wydana została w trzech językach: duńskim, niemieckim i łacińskim. Był to w zasadzie wstęp do całej publikacji – zawierał jej założenia, ogólne wiadomości na temat botaniki oraz pierwszą próbną rycinę odbitą z miedziorytu, przedstawiającą malinę moroszkę. 
Georg Christian Oeder zajmował się pracami nad Flora Danica i pozostawał jej redaktorem do 1772, kiedy to został zwolniony na skutek podejrzeń, że brał udział w spisku, którego celem miał być zamach na króla. Źródłem tych podejrzeń był fakt, iż Oeder był przyjacielem i protegowanym Johanna Struensee – domniemanego inicjatora spisku.
Po zwolnieniu Oedera, prace nad Flora Danica kontynuowali inni botanicy.
| Nazwisko                                         | Lata pracy nad atlasem | Opublikowane                   | Opracowane płyty                                  | Uwagi |
| ------------------------------------------------ | ---------------------- | ------------------------------ | ------------------------------------------------- | --- |
| Georg Christian Oeder                            | 1761–1772              | zeszyty 1–10                   | 1–600 do atlasu głównego                          | |
| Otto Friedrich Müller                            | 1775–1782              | zeszyty 11–15                  | 601–900 do atlasu głównego                        | Müller redagował dzieło, mimo że był zoologiem                                                                            |
| Martin Vahl                                      | 1787–1799              | zeszyty 16–21                  | 901–1260 do atlasu głównego                       | Vahl był uczniem Linneusza                                                                                                |
| Jens Wilken Hornemann                            | 1806–1840              | zeszyty 22–39                  | 1261–2340 do atlasu głównego                      | |
| Salomon Drejer Joachim Frederik Schouw Jens Vahl | 1843                   | zeszyt 40                      | 2341–2400 do atlasu głównego                      | Drejer zmarł przed ukończeniem zeszytu, Schouw i Vahl kontynuowali jego pracę.                                            |
| Frederik Liebmann                                | 1845–1853              | zeszyty 41–43 i 1 dodatek      | 2401–2580 do atlasu głównego oraz 60 do dodatku   | |
| Japetus Steenstrup                               | 1858                   | zeszyt 44                      | 2581–2640 do atlasu głównego                      | przy pracy nad zeszytem uczestniczył również Johan Lange, według innych źródeł jest on również jedynym autorem publikacji |
| Johan Lange                                      | 1861–1883              | zeszyty 45–51 oraz dwa dodatki | 2641–3060 do atlasu głównego oraz 120 do dodatków | |

Atlas Flora Danica składa się z 3240 miedziorytów. Z wyjątkiem kilku kart przedstawiających mszaki, na wszystkich pozostałych znalazły się wizerunki pojedynczych gatunków. Każda rycina przedstawia pokrój gatunku oraz detale morfologiczne – budowę kwiatu, kształt liścia, wygląd korzenia, owocu, nasion. W latach od 1787 do około 1840 w ramach dzieła około 300 kart poświęcono grzybom, a autorem ich opisów był w znacznej części współpracujący z autorami atlasu Elias Fries.
Miedzioryt to technika graficzna znana już od ok. 1400. Polega na odwzorowaniu rysunku na wypolerowanej płytce miedzianej, pokrytej cienką warstwą wosku i wyryciu jego konturów. Ryty motyw musi być lustrzanym odbiciem, aby zapewnić prawidłowy wydruk. W bruzdy na płytce wprowadza się tusz i odbija na papierze przy pomocy prasy. Można uzyskać tylko jeden kolor, więc karty po odbiciu muszą być dodatkowo ręcznie malowane. Wykonanie rycin na płytkach miedzianych pozwoliło na relatywnie szybką produkcję licznych egzemplarzy, ale ponieważ nośnik ten łatwo ulega mechanicznym uszkodzeniom – na części rycin widoczne są zarysowania.
W 1769 Oeder opublikował klucz, który miał posłużyć do usystematyzowania publikacji po zakończeniu gromadzenia danych. Systematyka miała się opierać na pracy Karola Linneusza „Systema Naturae”, jednak kolejne zeszyty wydawane były z zawartością nijak nie uporządkowaną. Dopiero w 1887 Johan Lange opublikował spisy alfabetyczne, systematyczne i chronologiczne wszystkich miedziorytów pod tytułem Nomenclatora Flora Danica.
Kolejne zeszyty atlasu ukazywały się w miarę postępu prac. Znajdowały się w nich głównie ilustracje odbijane z miedzianych tablic. Publikowano je w dwóch wersjach: wersja tańsza zawierała jedynie odbitki jednokolorowe, wersja droższa była ręcznie kolorowana. Wydanie tańszych egzemplarzy umożliwiło zapoznanie się z publikacją ludziom mniej zamożnym. Dodatkowo sprzedaż była dotowana z królewskiego skarbca. Zakładane wcześniej uzupełnianie rycin informacją tekstową nie zostało zrealizowane i z wyjątkiem pierwszego zeszytu pozostałe składały się w zasadzie wyłącznie z rycin. W efekcie ukazało się zaledwie 366 stron tekstu. Nie zamieszczono zapowiadanych opisów właściwości leczniczych, czy innych walorów użytkowych roślin.
Ogółem ukazało się 51 zeszytów (Hæfte) oraz trzy dodatki (Supplementshæfte). Każdy zeszyt zawierał 60 rycin. Ostatni z nich ukazał się w 1874.
W celu lepszego rozpowszechnienia dzieła zadbano o to, by każda duńska diecezja otrzymała kilka darmowych egzemplarzy, które miały być udostępniane chętnym. Miało to dwojaki cel: po pierwsze rozpowszechniało wiedzę na temat roślin i możliwości ich wykorzystania, a po drugie zapewniało współpracę z twórcami Flora Danica (wysyłano do królewskich botaników nieopisane jeszcze rośliny).
Pierwsze wydanie zebrane Flora Danica ukazało się w maju 1861. Wszystkie dostępne wówczas zeszyty zostały wydane w 10 tomach i sprzedawane na zasadzie prenumeraty. 
Tymczasem zmianom ulegał obszar, którego flora była przedmiotem zobrazowania w publikacji. Po 1814 zaprzestano zamieszczania we Flora Danica roślin występujących w Norwegii, ponieważ została ona odebrana Danii na mocy dekretów, które wydał kongres wiedeński i weszła do unii personalnej ze Szwecją. To samo stało się z księstwem Szlezwik-Holsztyn po wojnie w 1864. Po spotkaniu przyrodników skandynawskich w 1847 w Roskilde ustalono, że warto Flora Danica uzupełnić o wszystkie rośliny naczyniowe znane ze Skandynawii, czego efektem było wydanie trzech zeszytów dodatkowych (Supplementshæfte) zawierających 180 rycin.
Zmiany obszaru opracowania wpływały na formę pełnego tytułu dzieła na stronach tytułowych kolejnych jego części. W wydaniu z 1770 pełny tytuł brzmiał: Verzeichniss zur der flora danica gehörigen, in den königreichen Dännemark und Norwegen, in den herzogthümern Schlesswig und Holstein, und in den grafschaften Oldenburg und Delmenhorst wildwachsenden kräuter, w 1840: Icones Plantarum Sponte Nascentium in Regio Daniae et in ducatitus Slesvici, Holsatiae, et Lauenburgiae ad Illustrandum Opus Iisdem Plantis, Regio Jussu Exarandum Florae Danicae nomine inscriptum.

## Dalsze losy dzieła
Płytki miedziane, które służyły do publikacji Flora Danica w większości zachowały się do dziś i  przechowywane są w Muzeum i Bibliotece Botanicznej (Botanisk Museum Og Centralbibliotek – Københavns Universitet) w Kopenhadze. Część jednak została zniszczona podczas pożaru w 1884, w czasie którego spłonęły też tam przechowywane oryginalne wydania Flora Danica. Liczne egzemplarze wydawnictwa zniszczone zostały podczas wielkich pożarów Kopenhagi w końcu XVIII wieku. Zachowało się kilka egzemplarzy wydania z 1861. Jedno z nich znajduje się np. w archiwach w Silkeborg.
W XXI wieku po digitalizacji dzieło w całości lub w częściach stało się dostępne w Internecie. Wszystkie tablice można przeglądać na stronie poświęconej Flora Danica publikowanej przez Królewską Bibliotekę w Kopenhadze. Poszczególne tomy z różnymi zeszytami dostępne są w zbiorach Google Książki i niektórych bibliotek cyfrowych.

## Znaczenie i inspiracje
Flora Danica uważana jest za jedno z najważniejszych dzieł przyrodniczych stworzonych w Danii w ciągu XVIII i XIX wieku, a przy tym za jeden z najbardziej znamienitych przykładów opracowań flory krajowej. Ryciny uważane są za najpiękniejsze i najbardziej wartościowe z naukowego punktu widzenia przedstawienia roślin pochodzące z XVIII wieku. Dzieło uważane jest za jedno z najznamienitszych wydanych kiedykolwiek w Danii. Wartość naukowa dzieła jest trudna do przecenienia. Niemiecki botanik Kurt Sprengel określił całość jako Opus Incomparibile (łac. „dzieło nieporównywalne”). Flora Danica była jedną z pierwszych publikacji botanicznych stosujących stworzony przez Linneusza system klasyfikacyjny roślin i binominalne nazewnictwo gatunków. Niezwykła precyzja rycin i opisów roślin wraz z ich wszystkimi organami i detalami budowy, ustaliły wzór przedstawiania roślin. Do naśladowców w zakresie nie tylko nomenklatury, ale i układu rycin należał m.in. William Barton – twórca trzytomowego dzieła The Flora of North America (1821–1823). 
O wartości naukowej Flora Danica świadczy istotna rola tej pracy dla niektórych rozstrzygnięć taksonomicznych. Tablica przedstawiająca krasnorost Osmundea ramosissima (we Flora Danica opisany jako Fucus ramosissimus Oeder) uznana jest za lektotyp tego gatunku. Po raz pierwszy we Flora Danica została opisana turzyca drobna (Carex demissa Hornem.). Roślinę zebrał Martin Vahl, ale opisał i opublikował na tablicy 1342 Jens Wilken Hornemann wydanej w roku 1806. W zeszycie wydanym w 1768 znalazła się tablica o numerze 371, na której Oeder przedstawił turzycę podpisaną jako Carex divisa. Anders Jahan Retzius rozpoznał w niej nowy gatunek, który opisał w 1779 jako Carex oederi Retz. Niefortunnie jako holotyp wskazał błędnie roślinę ze swego zielnika, będącą turzycą pigułkowatą (Carex pilulifera) i dlatego Carex oederi Retz. uznawana jest obecnie za synonim dla Carex pilulifera subsp. pilulifera. 
Najbardziej znanym dziełem zainspirowanym atlasem Flora Danica, a nie związanym bezpośrednio z botaniką, jest królewski serwis obiadowy, obecnie sztandarowy produkt Królewskiej Fabryki Porcelany Royal Copenhagen. Pierwszy serwis powstał na zlecenie Chrystiana VII, jako prezent dla carycy Katarzyny Wielkiej, która jednakże zmarła w 1796, nie doczekawszy ukończenia przeznaczonego dla niej dzieła.
Nazwa Flora Danica jest od 1953 używana w odniesieniu do serii wyrobów jubilerskich produkowanych w Kopenhadze i inspirowanych motywami roślinnymi.
W 1996 zarejestrowana została przez duńskiego ogrodnika Poulsena odmiana herbacianej róży wielkokwiatowej o nazwie 'Flora Danica'.